# أوين إدواردز
أوين إدواردز (بالإنجليزية: Owen Edwards)‏ هو مدير بريطاني، ولد في 26 ديسمبر 1933 في آبريستويث في المملكة المتحدة، وتوفي في 30 أغسطس 2010.